# Стэнли, Марк
Марк Стэнли (англ. Mark Stanley; родился 29 апреля 1987 года) — английский актёр.
Начал заниматься актёрством в гимназии принца Генриха, позже окончил Гилдхоллскую школу музыки и театра (2010 год). Сыграл Гренна в сериале HBO «Игра престолов». Известен по ролям в фильмах «Каджаки: Правдивая история», «Такой же предатель, как и мы» и сериале «Диккенсиана». В 2019 году Стэнли сыграл лорда Бабингтона в телеэкранизации романа Джейн Остин «Сэндитон», в 2023 — одну из главных ролей в фильме Фелипе Гальвеса «Поселенцы».

## Фильмография
Фильмы
| Год  | Название                         | Ориг. название               | Роль              |
| ---- | -------------------------------- | ---------------------------- | ----------------- |
| 2013 | Как я теперь люблю               | How I Live Now               | преследующий      |
| 2014 | Уильям Тёрнер                    | Mr. Turner                   | Кларксон Стэнфилд |
| 2014 | Каджаки: Правдивая история       | Kajaki                       | Таг               |
| 2015 | Звёздные войны: Пробуждение силы | Star Wars: The Force Awakens | Рыцарь Рена       |
| 2016 | Такой же предатель, как и мы     | Our Kind of Traitor          | Олли              |
| 2019 | Хеллбой                          |                              | король Артур      |

Телевидение
| Год       | Название          | Ориг. название  | Роль                   | Примечания  |
| --------- | ----------------- | --------------- | ---------------------- | ----------- |
| 2011-2014 | Игра престолов    | Game of Thrones | Гренн                  | 22 эпизода  |
| 2015-2016 | Диккенсиана       | Dickensian      | Билл Сайкс             | 14 эпизодов |
| 2017      | Маленькие женщины | Little Women    | Профессор Фридрих Баэр | 1 эпизод    |
| 2019      | Сэндитон          | Sanditon        | Лорд Бабингтон         | 8 эпизодов  |